# Penya del Pont
La Penya del Pont és una muntanya de 1.200 metres que es troba al municipi d'Alt Àneu, a la comarca del Pallars Sobirà.